# Тит (апостол от 70)
Тит (лат. Titus; греч. Τίτος) — апостол от семидесяти, ученик апостола Павла, первый епископ Крита. Родился и умер на острове Крит. К нему обращено Послание к Титу, входящее в состав Нового Завета.
Тит был язычником по рождению, как сообщает Павел в Послании к Галатам (Гал. 2:3). Имя Titus — распространённое римское имя, означающее «благородный», «достойный уважения». Точная дата его обращения в христианство неизвестна, однако в 49 г. он уже сопровождал Павла и Варнаву на Иерусалимский собор (Гал. 2:1).

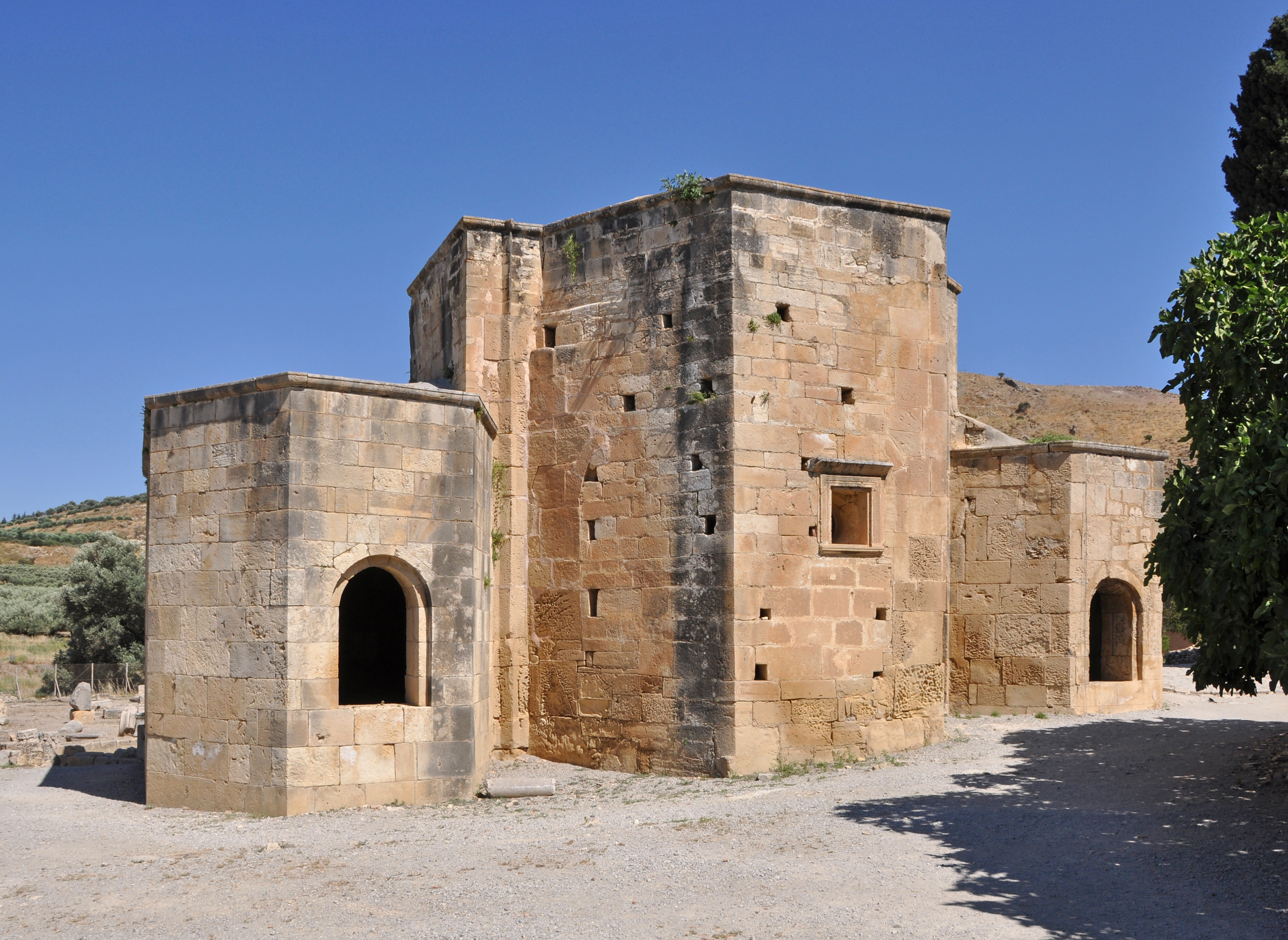
Базилика святого Тита в Гортине

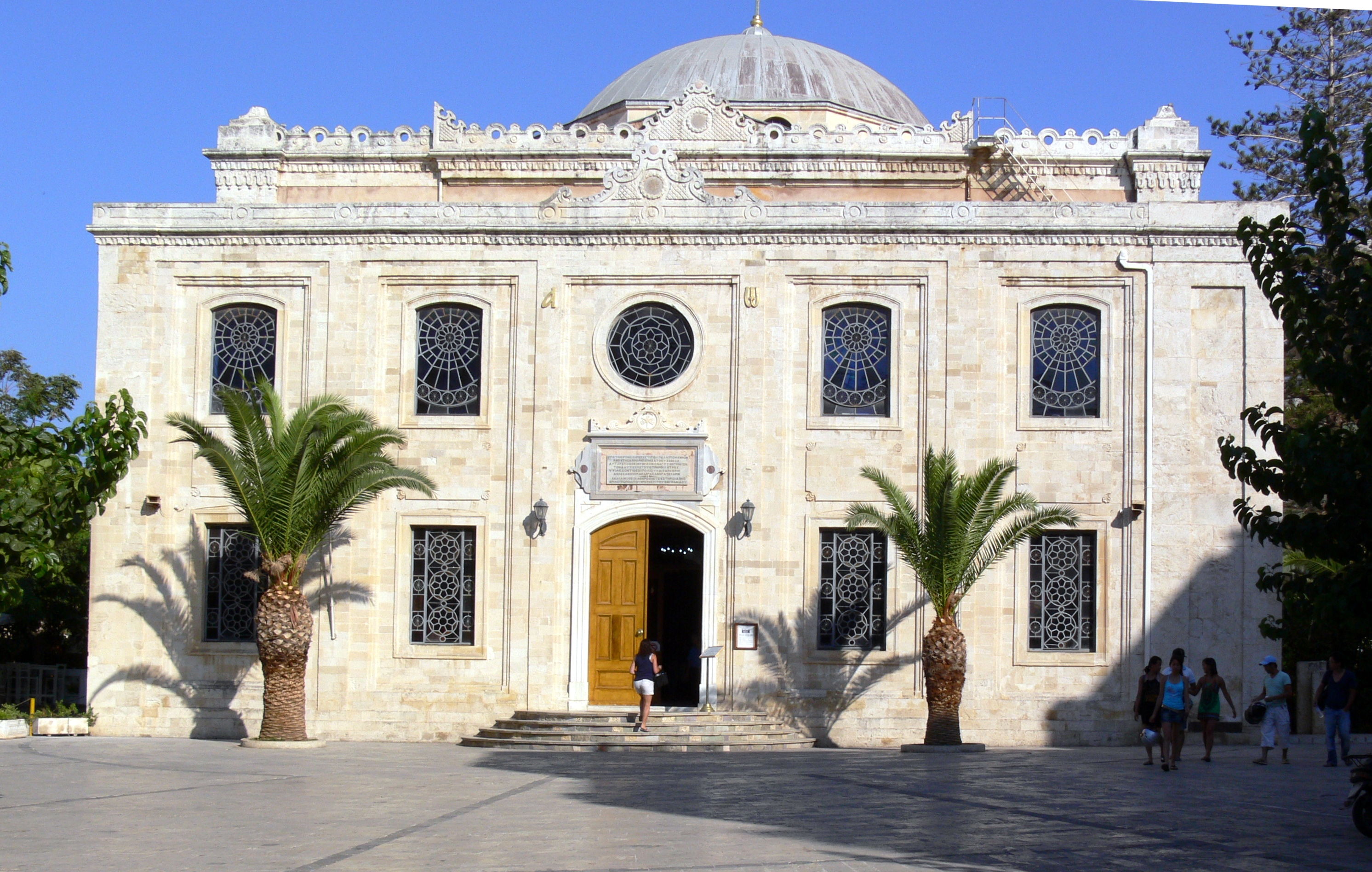
Собор Святого Тита в Ираклионе, где покоятся его мощи

Как известно, на этом соборе разгорелись споры об обязательности соблюдения Моисеева закона для обращённых в христианство язычников. Апостол Павел, твёрдо стоявший на позиции необязательности его исполнения, подчёркивает, что апостолы не настаивали на том, чтобы подвергнуть Тита обрезанию (Гал. 2:3).
Во время последующих апостольских путешествий по Греции Тит исполнял поручения Павла, утверждая в вере местные церкви (2 Кор. 8,6; 8,16; 12,18). После освобождения от первых римских уз Павел поставляет самых испытанных учеников епископами — Тимофея в Эфесе, а Тита — на Крите.
Последние сведения, приведённые о нём в Новом Завете, содержатся во Втором послании к Тимофею, где Павел пишет, что Тит посетил его в Риме в заключении, а затем отправился с проповедью в Далмацию.
Согласно церковному преданию, Тит был критским епископом до смерти в 107 году.
В 1966 году рака с мощами св. апостола Тита, вывезенная с Крита в Италию генералом Морозини незадолго до завоевания городка турками, была возвращена опять на остров из Венеции. В настоящее время мощи апостола хранятся в Соборе Святого Тита в Ираклионе, слева от входа.

## Дни памяти
- В православии празднуется 25 августа (7 сентября) шестеричным богослужением, а также в Соборе семидесяти апостолов 4 (17) января.
- В католицизме: 26 января вместе с апостолом Тимофеем.